# Eritrovírus B19
O eritrovírus B19, anteriormente conhecido como parvovírus B19, é um vírus do gênero Erythrovirus (família Parvoviridae), que infecta células precursoras de eritrócitos (eritróides) da medula óssea e do sangue, apresentando manifestações clínicas como o eritema infeccioso, a artropatia, a crise aplásica transitória, a aplasia pura de células vermelhas, a erupção papular, purpúrica em mãos e pés e hidropisia fetal.
Possui estrutura icosaédrica, é constituído por uma única fita de DNA não-envelopado e pode medir de 18 a 26 nm.